# Huis De Lange
Huis De Lange is een woonhuis in de Nederlandse stad Alkmaar, dat in 1917 gebouwd werd in opdracht van Jan de Lange naar een ontwerp van de architect Jan Wils.

## Architectuur
Op 27 januari 1917 tekende Wils het contract voor het ontwerp van een nieuw woonhuis voor de Alkmaarse bankier Jan de Lange (1851-1940) en zijn vrouw Nancy Oort (1855-1939). Wils was op dat moment in de ban van de Amerikaanse architect Frank Lloyd Wright. Veel details van Huis De Lange, zoals de horizontale banden in de voorgevel en de toepassing van luifels, zijn direct aan Wright ontleend. Zelfs in de presentatietekening van het woonhuis nam Wils de omlijsting over van de ontwerptekening van Wrights Unity Temple in Oak Park, Illinois. Wils hield zich alleen bezig met de architectuur van het gebouw. Details, zoals beeldhouwwerk, glas-in-loodramen en andere ornamenten, liet hij over aan de keramist W.C. Brouwer en de kunstenaar Theo van Doesburg. Hierdoor lopen in het huis verschillende stijlen door elkaar. De details, die Brouwer ontwierp, zijn expressionistisch, terwijl Van Doesburg zich hield aan de principes van de door hem opgerichte Stijlbeweging.

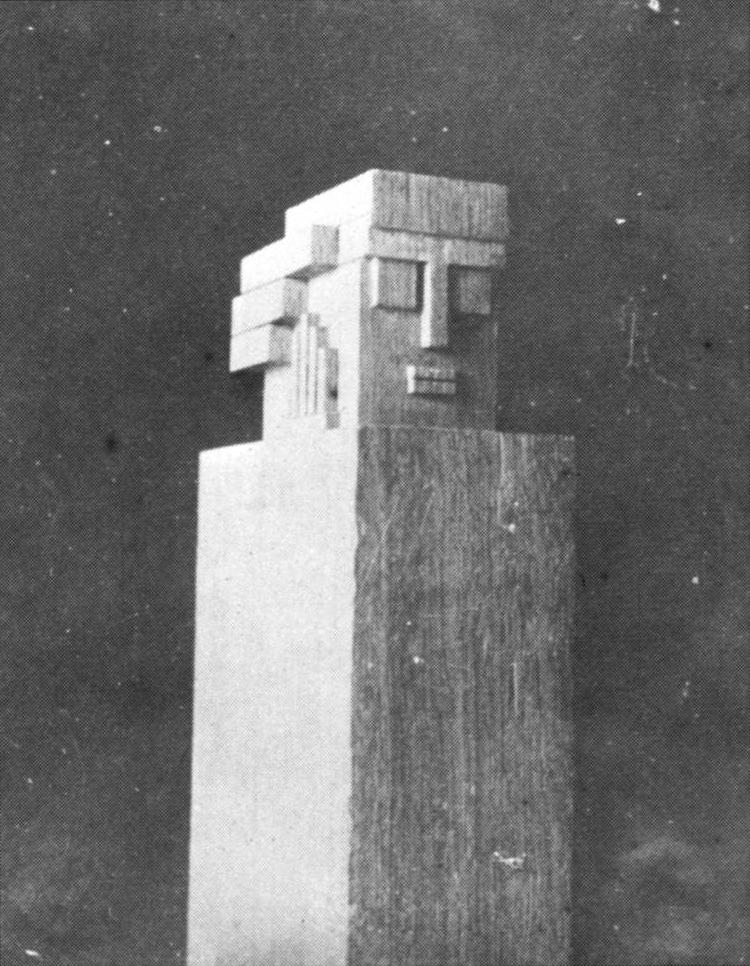
Theo van Doesburg. Trappaal. 1917.

## ‘Das coloriete Haus’
Brouwers aandeel bestond uit de vier terracotta kariatiden, die de twee lisenen aan de voorgevel bekronen, en een blauwe, aardewerken plaquette in de schouw van de studeerkamer. Van Doesburgs aandeel was aanzienlijk groter en bestond onder meer uit een glas-in-loodraam, getiteld Glas-in-loodcompositie IV, een ornamentrand, een trappaal, een glasmozaïek en de kleurstellingen van zowel interieur als exterieur. Voor deze kleurontwerpen maakte Van Doesburg gebruik van een systeem bestaande uit de kleuren rood, blauw, geel, zwart en wit eventueel aangevuld met oranje, groen en paars. Het huis werd begin september 1917 opgeleverd en moet een kleurrijke aanblik hebben gegeven. 'Alkmaar revolteert!', schreef Van Doesburg op 9 september 1917 aan zijn vriend Antony Kok, de Alkmaarders 'begrijpen er niemendal van, maar durven er toch niet tegen in te gaan'.

Theo van Doesburg. Ontwerp ornamentrand. 1917. Nederland, privéverzameling.

## Restauratie
In 1940, het jaar dat De Lange overleed, was het huis inclusief het kleurontwerp van Theo van Doesburg nog steeds grotendeels intact. In 1980 werd het glas-in-loodraam van Van Doesburg verwijderd en afgestaan aan het Instituut Collectie Nederland. In 1984 werd dit raam vervangen door een replica. Tegen 1995 was Huis De Lange in gebruik als kantoor. Omdat de gemeente Alkmaar graag wilde dat het huis haar oorspronkelijke bestemming als woonhuis terugkreeg, besloot ze het in 1995 aan te kopen. Na het tijdelijk aan de plaatselijke Kamer van Koophandel verhuurd te hebben, verkocht de gemeente het in 2001 aan de huidige eigenaar dhr. H van de Leygraaf. Deze liet het in 2003-2004 uitgebreid onderzoeken en het geheel in originele staat terugbrengen. Tijdens de restauratie, die uitgevoerd werd door De Vries Uitterhoeve Architecten in Alkmaar, werd onder meer de ornamentrand van Van Doesburg, waarvan lang alleen ontwerptekeningen bekend waren, maar niet duidelijk was of deze ook daadwerkelijk zijn uitgevoerd, herontdekt en gerestaureerd.